# 1971年の台風
1971年の台風（1971ねんのたいふう、太平洋北西部で発生した熱帯低気圧）のデータ。
この年は台風が早いペースで発生していたため、台風8号から26号までの全ての番号の台風と、台風6号・28号・30号・32号・33号が、それぞれ同じ番号を持つ他のどの年の台風よりも、1951年からの統計史上最も早い日時に発生した。その影響もあり、年間の台風発生数は36個とかなり多くなり、統計史上1967年の39個に次いで、2番目に多い記録である（1994年と並ぶ）。
日本には13個の台風が接近したが、うち4個が本土に上陸した。8月の台風23号は、8月としては過去最強の勢力で上陸して被害をもたらした。

## 台風の発生数
| 発生数が多い年 | 発生数が多い年                     | 発生数が多い年 | 発生数が少ない年 | 発生数が少ない年                                 | 発生数が少ない年 |
| 順位           | 年                                 | 発生数         | 順位             | 年                                               | 発生数           |
| -------------- | ---------------------------------- | -------------- | ---------------- | ------------------------------------------------ | ---------------- |
| 1              | 1967年                             | 39             | 1                | 2010年                                           | 14               |
| 2              | 1994年 1971年                      | 36             | 2                | 1998年                                           | 16               |
| 4              | 1966年                             | 35             | 3                | 2023年                                           | 17               |
| 5              | 1964年                             | 34             | 4                | 1969年                                           | 19               |
| 6              | 1989年 1974年 1965年               | 32             | 5                | 2011年 2003年 1977年 1975年 1973年 1954年 1951年 | 21               |
| 9              | 2013年 1992年 1988年 1972年 1958年 | 31             |                  |                                                  |                  |

## 月別の台風発生数
| 1月 | 2月 | 3月 | 4月 | 5月 | 6月 | 7月 | 8月 | 9月 | 10月 | 11月 | 12月 | 年間 |
| --- | --- | --- | --- | --- | --- | --- | --- | --- | ---- | ---- | ---- | ---- |
| 1   |     | 1   | 3   | 4   | 2   | 8   | 5   | 6   | 4    | 2    |      | 36   |

## 「台風」に分類されている熱帯低気圧

### 台風1号（サラ）
197101・01W

### 台風2号（セルマ）
197102・02W・ベベン

### 台風3号（ヴェラ）
197103・03W・カリン

### 台風4号（ワンダ）
197104・04W・ディディン

### 台風5号（エイミー）
197105・05W

### 台風6号（ベイブ）
197106・06W・イタン

台風6号としては、統計史上最も早い日時に発生した。

### 台風7号（カーラ）
197107・07W・ジェニン

### 台風8号（ダイナ）
197108・08W・ヘルミン

台風8号としては、統計史上最も早い日時に発生した。また、5月に台風8号が発生したのは、この年のみである。

### 台風9号（エマ）
197109・09W・アイシン

台風9号としては、統計史上最も早い日時に発生した。また、5月までに9個の台風が発生したのは、この年のみである。

### 台風10号（フリーダ）
197110・10W・ルディン

台風10号としては、統計史上最も早い日時に発生した。また、台風10号が6月に発生したのは、この年と1965年のみである。

### 台風11号（ギルダ）
197111・11W・マメン

台風11号としては、統計史上最も早い日時に発生した。また、6月までに台風が11個発生したのはこの年のみである。　

### 台風12号（ハリエット）
197112・12W・ネネン

台風12号としては、統計史上最も早い日時に発生した。

### 台風13号（アイビー）
197113・13W

台風13号としては、統計史上最も早い日時に発生した。

### 台風14号（ジーン）
197114・15W・ペパン

台風14号としては、統計史上最も早い日時に発生した。

### 台風15号（キム）
197115・14W・オニアン

台風15号としては、統計史上最も早い日時に発生した。また、7月に台風15号が発生したのは、この年と1965年のみである。

### 台風16号（ルーシー）
197116・16W・ロシン

台風16号としては、統計史上最も早い日時に発生した。また、7月に台風16号が発生したのはこの年のみである。

### 台風17号（メアリー）
197117・17W

台風17号としては、統計史上最も早い日時に発生した。また、7月に台風17号が発生したのはこの年のみである。

### 台風18号（ナディーン）
197118・18W・シサン

台風18号としては、統計史上最も早い日時に発生した。また、7月に台風18号が発生したのはこの年のみである。

### 台風19号（オリーブ）
197119・19W

### 台風20号（ポリー）
197120・20W・トライニング

台風20号としては、統計史上最も早い日時に発生した。

### 台風21号（ローズ）
197121・21W・ウリン

台風21号としては、統計史上最も早い日時に発生した。

### 台風22号（シャーリー）
197122・22W

台風22号としては、統計史上最も早い日時に発生した。

### 台風23号（トリックス）
197123・23W

### 台風24号（25W）
197124

台風24号としては、統計史上最も早い日時に発生した。また、8月に台風24号が発生したのはこの年のみである。

### 台風25号（ヴァージニア）
197125・26W

### 台風26号（ウェンディ）
197126・27W

台風26号としては、統計史上最も早い日時に発生した。

### 台風27号（アグネス）
197127・29W・ウォーリン

### 台風28号（ベス）
197128・30W・ヤヤン

台風28号としては統計史上最も早い日時に発生した。

### 台風29号（カルメン）
197129・31W

### 台風30号（デラ）
197130・32W・アディン

台風30号としては、統計史上最も早い日時に発生した。また、台風30号が9月に発生したのは、この年と1967年のみである。

### 台風31号（エレイン）
197131・33W・バラン

### 台風32号（フェイ）
197132・34W・クリシン-ダダン

台風32号としては、統計史上最も早い日時に発生した。

### 台風33号
197133

台風33号としては、統計史上最も早い日時に発生した。

### 台風34号（へスター）
197134・35W・ゴイン
| 台風による被害の様子 |  | 台風による被害の様子 |
| 台風による被害の様子 |  |                      |

### 台風35号（イルマ）
197135・36W・イニン
| 順位 | 名称                              | 国際名  | 中心気圧 (hPa) | 観測年月日     | 観測地点       |
| ---- | --------------------------------- | ------- | -------------- | -------------- | -------------- |
| 1    | 昭和54年台風第20号                | Tip     | 870            | 1979年10月12日 | 沖ノ鳥島南東   |
| 2    | 昭和48年台風第15号                | Nora    | 875            | 1973年10月6日  | フィリピン東方 |
| 2    | 昭和50年台風第20号                | June    | 875            | 1975年11月19日 | マリアナ近海   |
| 4    | 狩野川台風 （昭和33年台風第22号） | Ida     | 877            | 1958年9月24日  | 沖ノ鳥島付近   |
| 5    | 昭和41年台風第4号                 | Kit     | 880            | 1966年6月26日  | 南大東島南方   |
| 5    | 昭和53年台風第26号                | Rita    | 880            | 1978年10月25日 | フィリピン東方 |
| 5    | 昭和59年台風第22号                | Vanessa | 880            | 1984年10月26日 | フィリピン東方 |
| 8    | 昭和28年台風第7号                 | Nina    | 885            | 1953年8月13日  | フィリピン東方 |
| 8    | 昭和34年台風第9号                 | Joan    | 885            | 1959年8月29日  | 宮古島南方     |
| 8    | 昭和46年台風第35号                | Irma    | 885            | 1971年11月12日 | フィリピン東方 |
| 8    | 昭和58年台風第10号                | Forrest | 885            | 1983年9月23日  | 沖ノ鳥島南方   |
| 8    | 平成22年台風第13号                | Megi    | 885            | 2010年10月17日 | フィリピン東方 |

### 台風36号（ジュディ）
197136・37W